# Star Channel
Star Channel (раније Fox) српска је телевизијска станица чији је власник The Walt Disney Company. Емитује се у Србији, Босни и Херцеговини, Црној Гори и Северној Македонији. Покренут је 15. октобра 2012. и приказује садржаје мрежа Fox, BBC, ABC и Freeform. Од 9. маја 2013. емитује се у HD формату. Назив канала промењен је са Fox на Star Channel 1. октобра 2023.

## Позиција канала
| Оператер | Позиција |
| -------- | -------- |
|          | 72       |
|          | 72       |
|          | 30       |
|          | 217      |
|          | 65       |
|          | 328      |
|          | 139      |
|          | 50       |
|          | 14       |
|          | 42       |

## Програми
- 911
- Агент Картер
- Агенти Шилда
- Американци
- Америчка крими прича
- Америчка хорор прича
- Бафи, убица вампира
- Без љутње, молим
- Боунс
- Вокер
- Да Винчијеви демони
- Два и по мушкарца
- Декстер
- Домовина
- Досије икс
- Империја
- Истражитељи из Мајамија
- Криминалци у оделима
- Ла Бреа
- Ловци на мистерије
- Луцифер
- Малколм у средини
- Мешовита породица
- Модерна породица
- Морнарички истражитељи: Лос Анђелес
- Морнарички специјалци
- Надарени
- Неприлагођени
- Обавештајац
- Окружен мртвима
- Орвил
- Породични човек
- С друге стране Сунца
- Сви воле Рејмонда
- Симпсонови
- Стамптаун
- Стотина
- Трагом сећања
- Убити Ив
- Успавана долина
- Флеш
- Хаваји 5-0
- Хелстром
- Црна листа
- Широко небо
- Шкорпија
- Штребери